# اس‌ام‌اس برمس
اس‌ام‌اس برمس (به انگلیسی: SMS Bremse) یک کشتی بود که طول آن ۱۴۰٫۴ متر (۴۶۰ فوت ۸ اینچ) بود. این کشتی در سال ۱۹۱۶ ساخته شد.